# Lienz (huyện)
Huyện Lienz là một huyện hành chính (Bezirk) ở Tirol, Áo. Đây là huyện duy nhất ở Đông Tyrol. Huyện này giáp the Pinzgau (Salzburg) về phía bắc, các huyện Spittal an der Drau và Hermagor (cả hai đều thuộc Carinthia) về phía đông, Veneto (Italia) về phía nam, và Bolzano-Bozen (Italia) về phía tây.
Huyện này có diện tích 2.019,87 km², với dân số 50.404 (15 tháng 5 năm 2001), và mật độ dân số 25 người trên mỗi km². Trung tâm hành chính huyện là Lienz.
| Năm    | 1869  | 1880  | 1890  | 1900  | 1910  | 1923  | 1934  | 1939  | 1951  | 1961  | 1971  | 1981  | 1991  | 2001  |
| ------ | ----- | ----- | ----- | ----- | ----- | ----- | ----- | ----- | ----- | ----- | ----- | ----- | ----- | ----- |
| Dân số | 26833 | 27422 | 26988 | 26895 | 29074 | 28591 | 31169 | 33445 | 37747 | 41123 | 45614 | 47494 | 48338 | 50404 |

- Nguồn: Statistik Austria

## Phân chia hành chính
Huyện này được chia thành 33 đô thị:
- Abfaltersbach
- Ainet
- Amlach
- Anras
- Assling
- Außervillgraten
- Dölsach
- Gaimberg
- Heinfels
- Hopfgarten in Defereggen
- Innervillgraten
- Iselsberg-Stronach
- Kals am Großglockner
- Kartitsch
- Lavant
- Leisach
- Lienz
- Matrei in Osttirol
- Nikolsdorf
- Nußdorf-Debant
- Oberlienz
- Obertilliach
- Prägraten am Großvenediger
- Sankt Jakob in Defereggen
- Sankt Johann im Walde
- Sankt Veit in Defereggen
- Schlaiten
- Sillian
- Strassen
- Thurn
- Tristach
- Untertilliach
- Virgen

| edit      | Các thành phố và huyện (Bezirke) của bang Tirol | Các thành phố và huyện (Bezirke) của bang Tirol                                                   | Flag of Austria |
| Tyrol map | Tyrol map                                       | Innsbruck Imst \| Innsbruck-Land \| Kitzbühel \| Kufstein \| Landeck \| Lienz \| Reutte \| Schwaz |                 |